# Cidade de Deus (Manaus)
Cidade de Deus é um bairro do município brasileiro de Manaus, capital do estado do Amazonas. Localiza-se na Zona Norte da cidade. De acordo com estimativas da Secretaria de Desenvolvimento Econômico, Ciência, Tecnologia e Inovação do Amazonas (SEDECTI), sua população era de 82 919 habitantes em 2017.

## História
O bairro tem suas origens em 1993, a partir de uma ocupação irregular de terras por migrantes sem-terras, que passaram a construir moradias na região. A princípio, nada foi feito para conter ou controlar a invasão, de forma que contribuiu para a chegada de novas famílias e o crescimento desordenado do local. Em 2010, de acordo com a Lei 1.401, de 14 de janeiro de 2010, a comunidade denominada Cidade de Deus, legalmente parte integrante do bairro Cidade Nova, foi homologada como um bairro oficial da zona urbana do município de Manaus.

## Atualidade
A comunidade desenvolveu-se muito ao longo dos seus anos. Atualmente, o bairro conta com três escolas municipais e 2 escolas estaduais.
No bairro é localizado o Jardim Botânico de Manaus – Adolpho Ducke, nomeado em homenagem ao botânico Adolpho Ducke. É considerado o maior fragmento de floresta preservada dentro de área urbana do Brasil, o jardim botânico possui 5 km² distribuídos em uma faixa de 500 metros de largura por 6 km de comprimento ao longo da borda sul e 4 km ao longo da borda oeste da Reserva Florestal Adolpho Ducke.. No Jardim, também se encontra o Museu da Amazônia (MUSA), uma estrutura instalada na reserva em 2009 e ocupa 1% da área total do local.
O transporte coletivo do bairro é diverso, servido por micro-ônibus chamados de "Alternativo" e "Execultivo" , além das várias linhas de ônibus que ligam o bairro aos Terminais de Integração de Manaus:
- Terminal de Integração 1 - Linhas: 444, 448, 560
- Linhas do Centro= 444,448,560 e 676
- Terminal de Integração 3 - Linhas: 052, 053 ,448, 048, 060
- Terminal de Integração 4 - Linhas: 069, 063, 065, 067, 355 e 560
- Terminal de Integração 5 - Linhas: 355

## Transportes
Cidade de Deus é servido pela empresa de ônibus Grupo Eucatur Urbano, São Pedro e Líder Transporte